# 順聖県
順聖県（じゅんせい-けん）は中華人民共和国河北省にかつて存在した県。現在の張家口市陽原県北東部に相当する。
遼朝により設置された。明代に廃止されている。